# Milcovu din Deal
Milcovu din Deal – wieś w Rumunii, w okręgu Aluta, w gminie Milcov. W 2011 roku liczyła 606 mieszkańców.